# Hierarquia de memória

Pirâmide clássica de hierarquia de memória (em inglês)

Em arquitetura de computadores, hierarquia de memória normalmente se refere a uma tabela ou pirâmide que faz relação entre vários tipos de memória. Tais memórias são categorizadas entre si através da comparação de suas características.
As restrições de projeto de uma memória podem ser resumidas em três questões: capacidade, velocidade e custo. A questão referente à capacidade é, de certo modo, indefinida. Qualquer que seja a capacidade disponível, provavelmente serão desenvolvidas novas aplicações que a utilizem integralmente. A questão relativa à velocidade tem, de certa maneira, uma resposta mais fácil. Para obter um melhor desempenho, a velocidade da memória deve ser compatível com a do processador. Ou seja, o processador não deve ficar ocioso esperando que instruções ou operandos sejam buscados na memória durante a execução de instruções. A questão sobre o custo também deve ser considerada. Para que um sistema seja comercialmente viável, o custo da memória deve ser compatível com o dos demais componentes.
Como se poderia esperar, as três características principais da memória – custo, capacidade, tempo de acesso – são conflitantes. Uma variedade de tecnologias é utilizada para a implementação de sistemas de memória. Ao longo desse espectro de tecnologias, valem as seguintes relações: 
- Tempo de acesso mais rápido, custo por bit maior.
- Capacidade maior, custo por bit menor.
- Capacidade maior, tempo de acesso maior.

Portanto as principais características básicas usadas para classificar os diferentes tipos de memória são: capacidade de armazenamento, tempo de acesso, taxa de transferência e custo. Outros fatores também podem ser analisados como, por exemplo, seu consumo de energia e sua durabilidade, e finalmente para se fazer uma comparação entre memórias, é preciso ter em mente que aplicação a memória terá.

## Principais memórias organizadas tipicamente em uma hierarquia de memórias por tempo de acesso
Usando o critério de tempo de acesso, podemos organizar a sequência de memórias do menor tempo para o maior:
```
          
Registrador
 → 
Cache
 → 
Memória principal (RAM)
 → 
Memória secundária
```

- Registrador: Memória temporária usada pelo processador no processamento das instruções.
- EPROM/ROM: Memória onde se guardam as instruções de inicialização dos computadores. BIOS.
- Cache: Armazena partes da memória principal que são usadas frequentemente pelos programas.
- Memória  principal (RAM): Memória de armazenamento temporário. É diretamente endereçável pelo processador.
- Memória secundária: Memória de armazenamento permanente.